# 大巴窑联足球俱乐部
大巴窑联足球俱乐部（Toa Payoh United），是一支新加坡职业足球联赛以外的俱乐部，球队位于新加坡中部的大巴窑地区，历史上球队曾经两次夺得新加坡杯赛的冠军。

## 球队荣誉
| 赛事         | 年份   | 成绩 | 球队               |
| ------------ | ------ | ---- | ------------------ |
| 新加坡总统杯 | 1977年 | 冠军 | 大巴窑联足球俱乐部 |
| 新加坡总统杯 | 1979年 | 冠军 | 大巴窑联足球俱乐部 |